# Dmitrijs Rodionovs
Dmitrijs Rodionovs (ur. 7 września 1980) – łotewski polityk, w latach 2010–2013 poseł na Sejm. 

## Życiorys
W 1999 ukończył Technikum Transportu Kolejowego w Dyneburgu, następnie zaś studia I i II stopnia z dziedziny transportu w Ryskim Uniwersytecie Technicznym (2003, 2005). Uzyskał zatrudnienie w spółce SIA "LDz ritošā sastāva serviss" zajmującej się naprawą i remontem lokomotyw. W wyborach w 2010 został wybrany jednym z sześciu posłów do Sejmu reprezentujących Dyneburg. W wyborach w 2011 uzyskał reelekcję. Od 1 lipca 2013 jest radnym Dyneburga. 
Żonaty, ma syna.